# قيبي

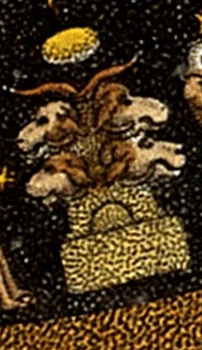
الإله قيبوي (قيبي) كما يظهر على دائرة أبراج سقف معبد دندرة.

كان قيبي أو قيبوي إله الرياح الشمالية، وفي الفن المصري القديم كان يصور على هيئة رجل ذي أربعة رؤوس من رؤوس الكباش، أو على نفس الهيئة لكن بأربعة أجنحة، وارتبط كذلك قيبي بالأراضي خلف الشلال الثالث.